# Свети Георги (Карлъково)
Вижте пояснителната страница за други значения на Свети Георги.
„Свети Георги“ (гръцки: Αγίου Γεωργίου Μικρόπολης) е българска възрожденска църква в зъхненското село Карлъково (Микрополи), Гърция, част от Зъхненската и Неврокопска епархия.

## Архитектурни особености
Църквата е разположена на селските гробища, като до нея в 1910 година е построена „Благовещение Богородично“. На плоча на западната страна е изписана датата на завършване – 16 октомври 1841 година. Тремът първоначално е на запад и на юг, но по-късно остава само на запад. В 1893 година е построена независима елегантна каменна камбанария, в която е вградена римска надгробна плоча. В интериора на църквата има много промени. Запазен е оригиналният иконостас с резбовани царски двери. Забележителен е и дървеният балдахин на светата трапеза.

## История
В 1891 година според Георги Стрезов църквата е под върховенството на Цариградската патриаршия. В средата на 1905 година голяма част от населението на Карлъково, предвождано от свещеник Иван Икономов, приема върховенството на Българската екзархия.
След Младотурската революция в 1909 година жителите на Карлъково изпращат следната телеграма до Отоманския парламент:
| „ | Селото ни, което се състои от 150 къщи български и 45 къщи гъркомански, има едно училище и една черква. Гърците, ползувайки се от благоволението на чиновниците през деспотическия режим, нарушиха закона и си присвоиха черквата и училището. Тъй като днес е минал периодът на грабителството, молим да бъдат взети по този въпрос най-справедливи решения, каквито подобават на едно конституционно управление. Скрепено с 6 селски печата. | “ |

Според приетия през 1910 година Закон за спорните черкви и училища в селище една църква, при спорещи религиозни общини тя остава на този, който я е построил, освен ако другата община не е повече от 2/3 и затова на 1 януари 1911 година църквата е затворена, докато не се установи дали екзархистите са 2/3.